# Christian Pingel
Peter Christian Pingel (født 20. februar 1793 i København, død 22. december 1852 i København) var en dansk geolog og polarforsker, far til Victorinus Pingel.

## Liv og karriere
Faderen var detailhandler. Efter at være blevet student i 1810 fra Det von Westenske Institut studerede han ved Københavns Universitet, hvor han 1811 tog den filologisk-filosofiske eksamen og i efteråret 1813 den juridiske eksamen. I 1814 rejste han til Tyskland, hvor han i 3 år studerede filosofi og naturvidenskab ved forskellige universiteter og i 1817 blev dr.phil. ved universitetet i Jena. Efter et kort ophold i hjemmet vendte han i foråret 1818 tilbage til Tyskland og berejste 1818-1820 i geologisk øjemed de mellemtyske bjergegne, Schlesien og Galizien. Også efter sin hjemkomst i 1820 gik han på ny på geologiske Udflugter, både i Danmark, Norge og Sverige. De vundne geologiske erfaringer fra disse ture nedlagde han i et par artikler i "Tidsskrift for Naturvidenskaberne" IV og V. Den vigtigste af disse, "Om Diluviet og Alluviet i det nordlige Jylland" fra 1827, viser et for sin tid ualmindelig klart syn på de løse jordlag, og det kan beklages, at Pingel ikke mere fik lejlighed til at dyrke disse studier af jordlagene fra de seneste tidsperioder, hvortil han utvivlsomt besad usædvanlig gode forudsætninger. Den dominerende stilling, som Johan Georg Forchhammer næsten samtidig med Pingels fremtræden tiltvang sig på alle geologiens områder i Danmark, har sikkert virket som hæmsko på Pingel, der med sin indesluttede, beskedne natur kun var lidet skikket til at hævde sine meninger over for Forchhammer.

### Forskning på Grønland
I 1828 afrejste Pingel til Grønland, hvor han forblev til efteråret 1829. I sin fraværelse blev han ansat som mineralogisk assistent ved det kongl. naturhistoriske Museum, hvor han 1842 blev forfremmet til inspektør og 1847 til overinspektør.
Om forskellige geologiske og arkæologiske iagttagelser, udførte under Pingels rejse i Grønland, foreligger der i Videnskabernes Selskabs og i Oldskriftselskabets tidsskrifter adskillige afhandlinger. En af de bedste er utvivlsomt "Om den af Porfyrgange gjennembrudte røde Sandsten i det sydlige Grønland" i "Videnskabernes Selskabs naturvidenskabelige Afhandlinger" X, fra 1843, hvori han giver en beskrivelse af de i Sydgrønland forekommende mægtige sandstenslag, hvis geologiske alder Pingel dog lige så lidt som senere undersøgere var i stand til at bestemme. Den iagttagelse, der dog i sin tid vakte størst opmærksomhed, fremkom i en meddelelse "om Sænkningen af Grønlands Vestkyst" på det skandinaviske naturforskermøde i 1840. Han havde allerede nogle år forud oplyst Charles Lyell om disse mærkelige sænkningsfænomener, og dette formentlige modstykke il Skandinaviens hævning blev af datidens filosoferende geologer grebet med begærlighed. Senere grønlandsrejsende have ganske vist benægtet rigtigheden af Pingels slutninger, uden at der dog er bragt større klarhed til veje, og uden at det har været muligt at rokke ved rigtigheden af selve de af Pingel udførte omhyggelige iagttagelser. Også må nævnes Pingels udførlige og omhyggelige afhandling "Om de vigtigste Rejser, som i nyere Tider ere foretagne fra Danmark og Norge for igjen at opsøge det tabte Grønland og at undersøge det gjenfundne" i "Grønlands historiske Mindesmærker" III fra 1845.

## Hædersbevisninger
- Pingel blev medlem af Videnskabernes Selskab i 1842
- Ridder af Dannebrog 1847

## Familie
I 1832 blev han gift med Ophelia Drewsen (1801 - 1895), en datter af den bekendte Johan Christian Drewsen, der overlevede ham i mange år. Victorinus Pingel er hans søn.